# 肾叶长蒴苣苔
肾叶长蒴苣苔（学名：Didymocarpus reniformis）为苦苣苔科长蒴苣苔属下的一个种。

## 扩展阅读
- 維基物種上的相關：肾叶长蒴苣苔